# Quadricalcarifera trivia
Quadricalcarifera trivia är en fjärilsart som beskrevs av Sergius G. Kiriakoff 1967. Quadricalcarifera trivia ingår i släktet Quadricalcarifera och familjen tandspinnare. Inga underarter finns listade.